# 約克縣 (南卡羅萊納州)
約克縣（英語：York County）是美國南卡羅萊納州北部的一個縣，北鄰北卡羅萊納州。面積1,802平方公里。根據美國2000年人口普查，共有人口190,097。縣治約克。
成立於1785年，是該州第一批縣之一。縣名來自賓夕法尼亞州約克縣。